# آلبرتو نیسمان
ناتالیو آلبرتو نیسمان (۵ دسامبر ۱۹۶۳–۱۸ ژانویه ۲۰۱۵)، دادستان پروندهٔ انفجار در مرکز همیاری یهودیان آرژانتین (بمب‌گذاری آمیا) بود. در بمبگذاری مذکور که در سال ۱۹۹۴ رخ داد، ۸۵ نفر کشته شدند.
نیسمان در یک خانواده یهودی در بوئنوس آیرس زاده شد. وی حرفه‌اش را به عنوان دادستان در شهر مورون آغاز کرد. با یک قاضی به نام «ساندرا آرویو سالگادو» ازدواج نمود که حاصل آن دو فرزند دختر هستند.

## مرگ
نیسمان قبل از مرگ مشکوکش گفته بود: تحقیقات او نشان می‌دهد که کریستینا فرناندس د کیرشنر با دولت ایران «تبانی» کرده‌است که آرژانتین، از جمله در برابر دریافت امتیازهای نفتی از تهران، نقش مقامات وقت ایران را در انفجار ۲۰ سال پیش در کانون همیاری یهودیان آرژانتین «لاپوشانی» کند. وی همچنین هکتور تیمرمن، وزیر خارجه آرژانتین، را به همدستی با کرشنر برای کمک به ایران، متهم کرده و خواهان بازجویی از او نیز شده بود. اما هکتور تیمرمن و آنیبال فرناندز، رئیس دفتر ریاست جمهوری آرژانتین، روز پنجشنبه ۲۵ دی ۱۳۹۳، اتهامات مطرح شده از سوی آلبرتو نیسمان را رد کردند.
قرار بود نیسمان در جلسه غیرعلنی پارلمانِ آرژانیتن، دربارهٔ اتهاماتی که به رئیس جمهوری این کشور وارد می‌کند، توضیحاتی ارائه دهد و شهادت بدهد که کریستینا فرناندز کرشنر، رئیس‌جمهوری آرژانتین «سعی داشته نقش ایران در بمبگذاری مرکز یهودیان آمیا را لاپوشانی کند.» اما در تاریخ یکشنبه شب ۲۸ دی ۱۳۹۳ جسد آلبرتو نیسمان در آپارتمانش در طبقه سیزدهم برج لوپارک در بوئنوس آیرس پیدا شد. رسانه‌های آن کشور از اصابت چند گلوله به بدن وی خبر داده و مقامات دادستانی آرژانتین نیز این امر را تأیید کرده‌اند. نیسمان در روزهای پیش از این اتفاق گفته بود که به مرگ تهدید شده‌است.
روزنامه نیویورک تایمز (در شماره پنجشنبه دوم بهمن ۱۳۹۳) با استناد به بخش‌هایی از این گزارش ۲۸۹ صفحه‌ای نوشته که مقام‌های آرژانتین و ایران به توافقی رسیده بودند که بر اساس آن، آرژانتین به ایران گوشت صادر کند و از ایران نفت تحویل بگیرد و همچنین، نقش مقام‌های جمهوری اسلامی در انفجار مرکز یهودیان این کشور مشهور به آمیا را امحا کند.
بر اساس این گزارش، کریستینا فرناندز دو کریشنر، رئیس‌جمهوری و هکتور تیمرمن، وزیر امور خارجه آرژانتین از این توافق حمایت کرده بودند اما توافق فوق هرگز به اجرا در نیامد زیرا مقام‌های آرژانتین نتوانستند پلیس بین‌الملل (اینترپل) را قانع کنند تا نام مسئولان ایران را از فهرست افراد تحت تعقیب خود حذف کنند.

## گریختن گزارشگر مرگ نیسمان از آرژانتین
«دامیان پچر» که گفته می‌شود برای اولین بار خبر مرگ آلبرتو نیسمان، دادستان آرژانیتی پرونده انفجار مرکز یهودیان آرژانیتن (آمیا) را گزارش کرده، از ترس جانش به اسرائیل گریخته است. وی گزارشگر روزنامه «بوینس‌آیرس هرالد» است و در صبح شنبه(۲۴ ژانویه ۲۰۱۵) از آرژانتین خارج شده‌است. وی به رسانه‌ها گفته‌است: «از آرژانتین می‌روم چون جانم در خطر است. تلفن‌هایم همه شنود می‌شود.»

## تردید دربارهٔ علت مرگ
همسر سابق نیسمان می‌گوید که یافته اولیه پلیس دایر بر خودکشی او را بعید می‌داند.
ویویانا فین سرپرست تحقیقات دربارهٔ این مرگ روز دوشنبه گفت نشانه‌ها حاکی از آن است که آلبرتو نیسمان، خودکشی کرده‌است و نشانه‌ای از مشارکت دیگران در مرگ او وجود ندارد. این در حالیست جسد آلبرتو نیسمان درست پیش از آنکه قرار بود در جلسه غیرعلنی کنگره شهادت دهد پیدا شد.
به گزارش آسوشیتدپرس همکاران نیسمان می‌گویند هیچ نشانه‌ای از تمایل او به خودکشی وجود نداشته‌است. خانواده و دوستان نیسمان هم در یادداشت‌هایی که سه شنبه در روزنامه لاناسیون چاپ شد احتمال خودکشی او را رد کرده‌اند.
کریستینا فرناندز، رئیس‌جمهوری آرژانتین در واکنش به اتهاماتی که در خصوص مرگ آلبرتو نیسمان، دادستان پرونده آمیا مطرح شده، ابتدا به تفصیل از نقش خودش در عدالت‌خواهی برای آسیب‌دیدگان حمله به مرکز یهودیان بوئنس آیرس در سال ۱۹۹۴ دفاع کرد و بعد گفت نمی‌داند چه چیزی ممکن است باعث شده باشد نیسمان «چنین کاری (خودکشی) بکند.» اما این موضع یک روز بیشتر دوام نداشت. فرناندز فردای آنروز موضع کاملاً متفاوتی گرفت. او بیانیه‌ای حتی طولانی‌تر از واکنش اولش منتشر کرد و گفت که او خودکشی نکرده‌است. به گزارش خبرگزاری فرانسه (در تاریخ ۲ بهمن ۱۳۹۳)، فرناندز در پیام خود گفت: «دشمنان او (نیسمان) تا وقتی زنده بود از او استفاده کردند و بعد به این نتیجه رسیدند که قتل او به نفع آنان است». رئیس‌جمهوری آرژانتین به هیچ فرد مشخصی به عنوان متهم احتمالی در پرونده قتل آلبرتو نیسمان اشاره نکرده‌است.

## تظاهرات علیه مقامات آرژانتین
طرفداران نیسمان که مقامات ارشد دولتی را به تلاش برای پرده پوشی نقش ایران در انفجار مرکز یهودیان متهم کرده بود خواستار رسیدگی عادلانه به ماجرای مرگ او شده‌اند. تظاهرکنندگان که پلاکاردهایی را حمل می‌کردند، به سرودخوانی و دادن شعارهایی مبادرت کرده و تلویحاً برخی مقامات دولتی را به دخالت در «قتل» نیسمان متهم کردند.

## تحریم مراسم یادبودقربانیان هولوکاست
یکی از بزرگترین جوامع یهودی جهان در خارج از اسرائیل در آرژانتین زندگی می‌کنند و شمار آن‌ها به ۲۰۰ هزار نفر می‌رسد. یک هفته پس از مرگ مرموز آلبرتو نیسمان، گروه‌های یهودی در آرژانتین مراسم دولتی یادبود قربانیان هولوکاست را تحریم کردند. رهبران یهودیان گفتند که دولت تمرکزش را در تحقیقات دربارهٔ مرگ نیسمان از دست داده است. بعضی از آن‌ها از نطق طولانی تلویزیونی خانم فرناندز ابراز ناراحتی کردند چون گفتند که در آن برای مرگ آلبرتو نیسمان یا قربانیان بمبگذاری ۱۹۹۴ از خود همدردی زیادی نشان نداده. بازماندگان هولوکاست مراسم جداگانه‌ای در مرکز بازسازی شده یهودیان بوئنوس آیرس برگزار کردند.

## دستگیری دوست نیسمان
دیه‌گو لاگومارسینو به قرض دادن یک هفت تیر به شخصی که مجوز استفاده از آن را نداشت (نیسمان) متهم شد. نیسمان به وسیله همان هفت تیر کشته شده‌است. لاگومارسینو دوست نیسمان و کارشناس کامپیوتر است. وی آخرین فردی است که نیسمان را زنده دیده. لاگومارسینو در تاریخ ۹ بهمن ۱۳۹۳ در یک کنفرانس خبری اظهار داشت: «او گفت که از این سلاح استفاده نمی‌کند… گفت این را می‌برم برای وقتی که اگر دیوانه‌ای چوب به دست پیدا شد و گفت تو خائن هستی، با خودم داشته باشم.» او تأکید کرد که نیسمن نگران امنیت دو دختر خود بود و گفته بود: «نمی‌دانی چه حسی است وقتی دخترانت نمی‌خواهند کنار تو باشند چون می‌ترسند اتفاقی برایشان بیفتد» علاوه بر این همکاران آلبرتو نیسمن می‌گویند که نیسمن نگران جان خود بوده و به محافظان خود اطمینان نداشته‌است.

## کشف حکم جلب رئیس جمهور آرژانتین
در تاریخ ۱۴ بهمن ۱۳۹۳ سرپرست تحقیقات دربارهٔ مرگ مشکوک آلبرتو نیسمان اظهار داشت که این دادستان پیش‌نویس حکمی را برای دستگیری رئیس‌جمهور این کشور تنظیم کرده بود. خانم ویویانا فین سرپرست تحقیقات دربارهٔ مرگ آلبرتو نیسمان گفت که سند ۲۶ صفحه‌ای حکم جلب در یک سطل زباله در مجتمع آپارتمانی محل زندگی آقای نیسمان پیدا شد. این سند همچنین خواستار بازداشت هکتور تیمرمن وزیر خارجه آرژانتین و چند سیاستمدار هوادار رئیس‌جمهور می‌شود. وجود پیش‌نویس حکم جلب را اولین بار روزنامه آرژانتینی کلارین در روز یکشنبه فاش کرده بود. کلارین نوشته بود که این حکم در ماه ژوئن ۲۰۱۴ تنظیم شده بود شش ماه قبل از آنکه نیسمان، فرناندز را متهم کند. دولت آرژانتین در واکنش، آن گزارش را «زباله» خوانده بود.

## موضع آمریکا
در تاریخ ۱۸ ژوئیه ۲۰۱۷ وزارت امور خارجه آمریکا در بیست و سومین سالگرد بمبگذاری ساختمان مرکزی همیاری یهودیان در آرژانتین اعلام کرد که این انفجار توسط ایران انجام شده‌است و همزمان خواستار تحقیقات حول مرگ آلبرتو نیسمان قاضی این پرونده شد. این وزارتخانه ضمن ابراز همدردی با خانواده‌های قربانیان، بر لزوم اجرای عدالت در مورد عاملان بمب‌گذاری آمیا تأکید کرده‌است.